# Corano

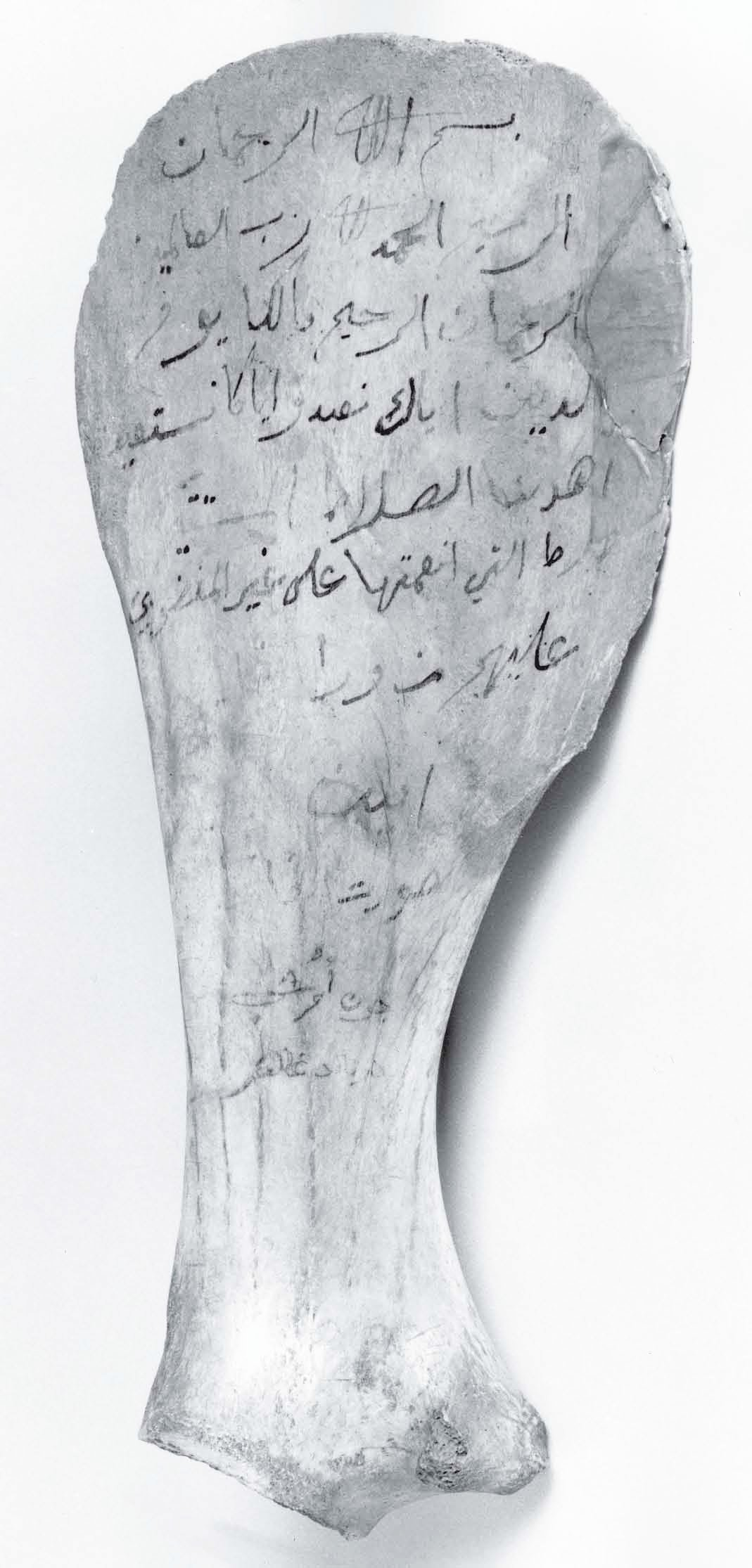
La Sūra al-Fātiḥa del Corano scritta su una scapola di un dromedario.
Per concessione della Princeton University Library, Department of Rare Books and Special Collections (Manuscripts Division, Islamic Third Series, no. 295)

Il Corano (in arabo القرآن‎?, al-Qurʾān; letteralmente: «la lettura» o «la recitazione salmodiata») è il testo sacro dell'Islam.
Per i musulmani il Corano, così come viene conosciuto e letto oggi, rappresenta il messaggio rivelato intorno al 610 d.C. da Dio (in arabo الله‎?, Allāh) a Maometto (in arabo مُـحَـمَّـد‎?, Muḥammad) per un tramite angelico, l'arcangelo Gabriele – a partire dal 22 dicembre 609 – e destinato a ogni essere umano sulla Terra. Opera culminante di una rivelazione cominciata con Adamo (in arabo آدم‎?, Ādam) – primo uomo e primo profeta di Dio – e passata per un grande numero di profeti e messaggeri provenienti da differenti contesti culturali e religiosi che il Corano e la tradizione islamica incorporano, sebbene con alcune importanti differenze rispetto alla narrazione biblica.

## Struttura
Il Corano è diviso in 114 capitoli, detti sūre, a loro volta divise in 6236 versetti (singolare āya, plurale āyyāt), 77.934 parole e 3.474.000 consonanti; questi numeri tuttavia variano in base alla redazione, per esempio l'edizione usata in alcuni ambienti sciiti è più estesa perché comprende anche alcuni versetti riguardanti l'episodio del Ghadir Khumm e due intere suwar, chiamate "delle due luci" (sūrat al-nūrayn) e "della Luogotenenza" (sūrat al-wilāya). Ogni sura, con l'eccezione della nona, comincia con: "Nel nome di Dio, il clemente, il misericordioso", un versetto che è conteggiato come tale solo nella prima sura.

## Varianti testuali e trasmissione del testo
Sebbene la tradizione islamica affermi che il Corano sia stato trasmesso in modo perfettamente conservato, la ricerca storico-filologica ha evidenziato la presenza di varianti testuali nei manoscritti antichi e nelle diverse letture canoniche.
Secondo la narrazione più diffusa, il califfo Uthman ibn Affan (r. 644–656) ordinò la redazione di una versione ufficiale del testo coranico e la distruzione di tutte le altre versioni divergenti (Sahih al-Bukhari 4987), nel tentativo di uniformare la recitazione tra le diverse regioni.
Tuttavia, anche dopo la standardizzazione, esistono almeno dieci letture canoniche del Corano (qirāʾāt) riconosciute nell’Islam sunnita, ognuna con leggere differenze linguistiche e lessicali. Le due principali oggi diffuse sono Ḥafṣ ‘an ‘Āṣim, usata nel mondo arabo-asiatico, e Warsh ‘an Nāfi‘, diffusa soprattutto in Nord Africa. Tali differenze, sebbene spesso minime, in alcuni casi comportano modifiche grammaticali, inversioni di soggetto e variazioni teologicamente significative.
Studi contemporanei di filologi come Daniel Brubaker, Shady Nasser e François Déroche hanno analizzato manoscritti coranici antichi (come quelli di Sanaa, Topkapi, Tashkent e Birmingham), riscontrando:
- correzioni marginali,
- aggiunte successive,
- e sovrascritture chiaramente visibili.

Secondo questi studi, la trasmissione scritta del testo coranico non fu lineare né priva di revisioni, soprattutto nei primi secoli dell’Islam.

## Standardizzazione tipografica moderna
Nel 1924, l'università islamica di al-Azhar al Cairo pubblicò una versione standardizzata del Corano, basata sulla lettura di Ḥafṣ ʿan ʿĀṣim. Questa edizione, nota come *Mushaf al-Amiri*, fu adottata inizialmente per l'uso scolastico, al fine di unificare le diverse letture presenti nelle scuole egiziane.
In seguito, tale edizione fu ampiamente diffusa nel mondo islamico, fino a diventare lo standard più comune.
Nel 1985, il complesso del Re Fahd di Medina pubblicò una nuova versione tipografica basata sulla stessa lettura, utilizzata ancora oggi come base per le stampe moderne del Corano. Le letture alternative, come Warsh ʿan Nāfiʿ, restano in uso in alcune regioni (es. Nord Africa), ma la lettura Ḥafṣ è oggi dominante, sebbene sia frutto di una selezione redazionale recente.

### Divisioni:ḤizboManzil
Il Corano viene artificiosamente diviso in 30 parti (juzʾ), mentre con il termine ḥizb (letteralmente "parte") o manzil (letteralmente "casa") viene indicata da più di un secolo ogni sessantesima parte del Corano, marcata da un simbolo tipografico speciale, collocato al margine della copia a stampa.
Tale divisione è legata alla pia pratica di recitare il testo coranico (un intero juzʾ, eventualmente ripartito in due ḥizb), in momenti diversi della giornata, nel corso di tutto il mese lunare di Ramadan (di trenta giorni) in cui si crede che la Rivelazione sia stata fatta "discendere" (in lingua araba "nazala") da Dio al Suo profeta Maometto. Tuttavia la ripartizione più anticamente attestata è quella di recitare il Corano per juzʾ, anziché per ḥizb/manzil.
Gli ḥizb o manzil risultano essere (con l'esclusione della Sura al-fātiḥa, ovvero "sura aprente", perché apre l'elenco delle 114 suwar), in funzione della diversa lunghezza delle suwar:
- Manzil 1 = 3 suwar, cioè 2—4
- Manzil 2 = 5 suwar, cioè 5—9
- Manzil 3 = 7 suwar, cioè 10—16
- Manzil 4 = 9 suwar, cioè 17—25
- Manzil 5 = 11 suwar, cioè 26—36
- Manzil 6 = 13 suwar, cioè 37—49
- Manzil 7 = 65 suwar, cioè 50—114

### Suwar Meccane e Medinesi
Le suwar sono divise in meccane e medinesi, a seconda del periodo in cui sarebbero state rivelate, a giudizio dei dotti. Le prime sarebbero state rivelate prima dell'emigrazione (Egira) di Maometto dalla Mecca a Yathrib, poi Medina, le seconde invece sarebbero quelle successive all'emigrazione. Questa divisione non identifica peraltro il luogo della rivelazione, ma il periodo storico. In generale le suwar meccane sono più brevi e di contenuto più intenso e immediato da un punto di vista emotivo (si racconta di conversioni improvvise al solo sentire la loro recita); le suwar medinesi risalgono invece al periodo in cui il profeta Maometto era a capo della neonata comunità islamica e sono caratterizzate da norme religiose e istruzioni attinenti all'organizzazione della vita della comunità.

### Ordine delle suwar
Le suwar – introdotte tutte, salvo la sura IX, dalla basmala – dall'espressione Nel nome di Dio, il Clemente, il Misericordioso (in arabo بسم الله الرحمن الرحيم ‎?, Bi-smi llāhi al-Raḥmāni al-Raḥīmi) – non sono disposte in ordine cronologico, ma (con qualche eccezione, come la sura al-Fātiḥa) secondo la lunghezza: cosa che rende complicatissima una comprensione certa del Testo Sacro islamico attraverso una sua lettura affrettata. Per i musulmani tuttavia esse sono state disposte nell'ordine in cui sarebbero state trasmesse e insegnate al profeta Maometto dall'angelo Gabriele (in lingua araba Jabrāʾīl o Jibrīl), e quindi come il profeta le avrebbe successivamente recitate ai fedeli durante il mese di Ramadan. L'ordine non riflette comunque la loro importanza, in quanto per i fedeli dell'Islam esse sono tutte egualmente importanti.
Analizzando l'ordine delle suwar da un punto di vista storico-sociologico, si può certificare l'influenza avuta dal periodo storico e del contesto in cui esse furono trascritte. Conducendo un'analisi "laica", si può ipotizzare che il Corano fu così confezionato perché il contesto sociale imponeva che si fosse più attenti al lato politico del carisma del profeta, cioè come si era espresso a Medina, in un tempo cronologico più vicino a chi ne aveva assunto l'eredità religiosa e politica. Secondo questa ipotesi, tale struttura corrisponde a un disegno preciso, coerente con le esigenze di un potere che aveva bisogno di dare uno stabile fondamento di autorità ai nuovi ordinamenti sociali e politici.

## Evoluzione e analisi critica del testo
Sebbene già nel 1542 Martin Lutero, con una mossa che fece molto discutere, autorizzasse una nuova traduzione del Corano in lingua latina (effettuata da Bibliander) con lo scopo di mostrarne la presunta "inferiorità" rispetto alla Bibbia, soltanto a partire dalla metà del XIX secolo il Libro ha cominciato a essere passato al vaglio delle analisi storiografica e filologica moderne più accreditate, per cercare di verificarne l'attendibilità storica. Nonostante ciò al giorno d'oggi ancora non esiste una vera e propria "edizione critica" compilata con criteri scientifici.

### Formazione del testo

#### Ordine cronologico e versetti abrogati
Per la teologia musulmana il Corano sarebbe stato dettato a Maometto da Allah, in arabo puro, per il tramite dell'arcangelo Gabriele. Tuttavia, nella dottrina islamica, ispirata nel sunnismo da Ahmad ibn Hanbal, la parola del Corano esiste da sempre, increata ed eterna. Le oscurità e le contraddizioni presenti nel testo sacro sono state spiegate dai musulmani con la teoria secondo cui le rivelazioni più recenti avrebbero abrogato quelle più antiche, e per questo motivo nel corso dei secoli gli studiosi musulmani hanno cercato di ricreare, in maniera sempre più dettagliata, la vita del Profeta, per determinare l'ordine cronologico delle rivelazioni coraniche (il testo coranico non è narrativo, presenta numerose digressioni e salti logici, e i capitoli sono ordinati grosso modo secondo la lunghezza). Per questo motivo generalmente i versetti ritenuti medinesi sono visti come più attenti sotto il profilo giuridico positivo rispetto a quelli meccani.
Date queste premesse per i musulmani appare superflua ogni analisi filologica volta a ricostruire il contesto storico e le influenze che possono avere portato alla formazione del testo coranico. Anzi, la teologia islamica è particolarmente gelosa e assertiva nel ribadire la assoluta soprannaturalità della Rivelazione, la sua perfezione, la sua unicità e la sua non imitabilità.

#### La formazione del Corano secondo alcuni studiosi occidentali
Gli storici maggiormente critici, tra cui John Wansbrough, Patricia Crone, Michael Cook, l'autore noto con lo pseudonimo di Christoph Luxenberg, Günter Lüling, e Yehuda D. Nevo hanno sviluppato la loro linea di ricerca, già percorsa in qualche misura da studiosi medievali non musulmani, cercando di spiegare la formazione del Corano senza usare presupposti soprannaturali, prendendo atto della presenza di numerosi riferimenti a testi più antichi, dottrine, miti, leggende e racconti diffusi nel mondo siriano, greco-romano e arabo dell'epoca di Maometto.
Nel Corano si trovano in effetti riferimenti a testi talmudici, dottrine gnostiche, leggende di santi (per esempio la leggenda dei sette dormienti di Efeso), la leggenda di Alessandro Magno e di Gog e Magog, inni cristiani e altro materiale antico, diffuso intorno ai margini orientali dell'Impero romano. Per gli studiosi moderni è più importante determinare non tanto la veridicità delle rivelazioni soprannaturali di Maometto, considerando la scarsità di testimonianze e documenti antichi relativi alla vita di Maometto (le prime biografie risalgono a quasi 200 anni dopo la sua morte), quanto ricostruire il contesto e le stratificazioni dei materiali che hanno dato origine al nucleo più antico del Corano.
La spiegazione islamica di questi richiami è che Dio conosce tutto, quindi anche questi punti della letteratura ebraica e cristiana (si ricordi che la Rivelazione antico e neo-testamentaria sarebbe comunque di provenienza divina), tanto da giustificare questi richiami contenuti nel Corano, per ribadire la veridicità di quanto precedentemente rivelato, emendandolo da tutte le superfetazioni create dagli uomini nel tempo.

### La conservazione del testo nel corso dei secoli
Secondo i musulmani, il testo della rivelazione coranica è immutabile nel corso dei secoli; conseguentemente esso viene tramandato dai musulmani parola per parola, lettera per lettera. Non sono stati pochi i musulmani che in tutto il mondo e in tutti gli ultimi quattordici secoli e oltre hanno imparato a memoria le numerose pagine in lingua araba che costituiscono il testo sacro. Questo processo è noto con il nome di ḥifẓ, che significa difesa, conservazione. Memorizzare il testo del Corano sarebbe un modo per garantirne la preservazione nella sua forma autentica nel corso dei secoli.
Sebbene il Corano sia stato tradotto in quasi tutte le lingue, i musulmani utilizzano tali traduzioni solo come strumenti ausiliari per lo studio e la comprensione dell'originale arabo; la recitazione liturgica da parte del fedele musulmano deve avvenire sempre e comunque in arabo, essendo il Corano "Parola di Dio" (kalimat Allāh) e pertanto non facilmente 'interpretabile'.

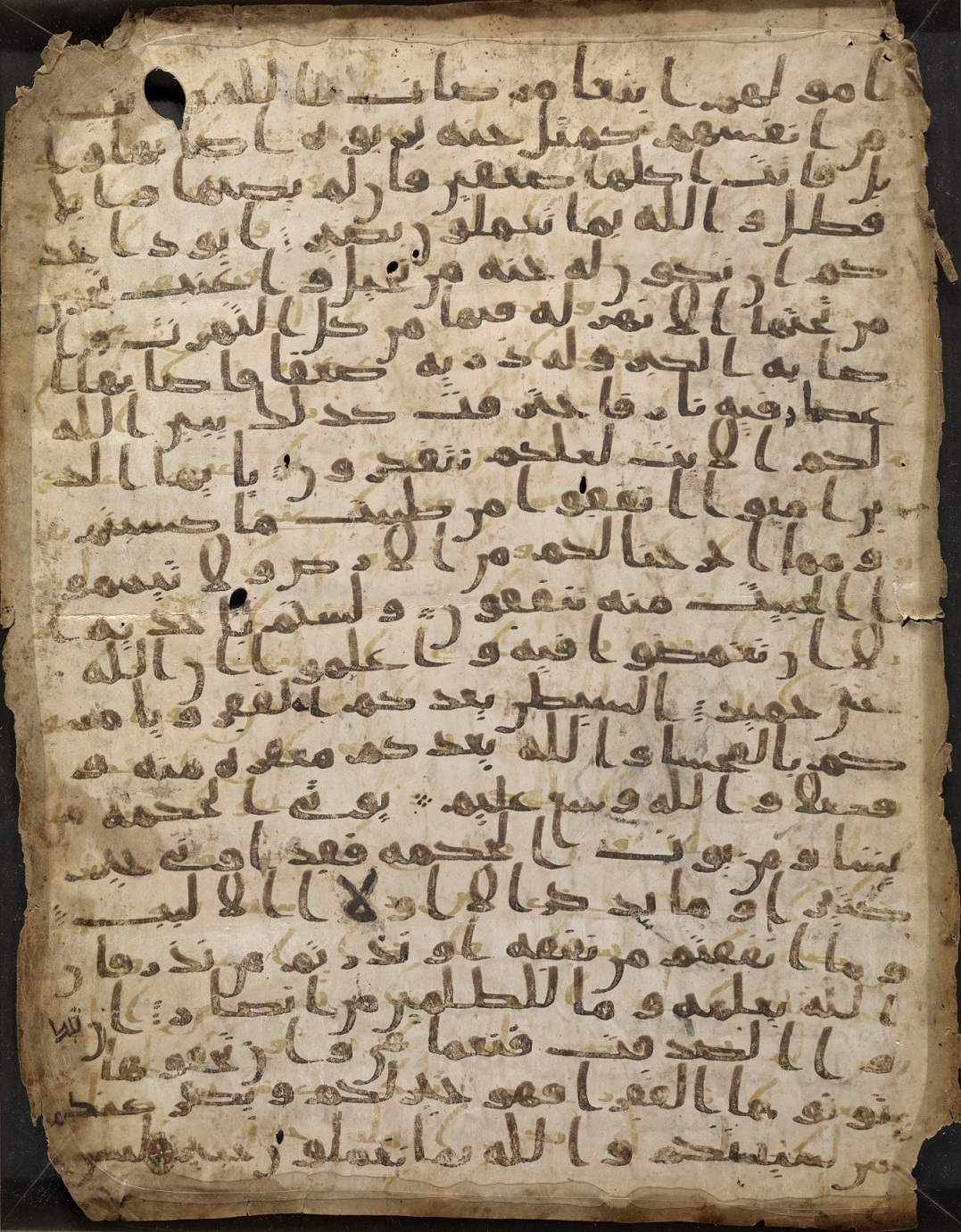
La pagina a destra del manoscritto binario Stanford '07. Lo strato superiore è costituito dai versetti 265-271 della sura II, detta al-Baqara ("della Vacca"). Il doppio strato rivela le aggiunte fatte al primo testo del Corano e le differenze con il Corano di oggi.

Per l'Islam la Parola di Dio è il Corano, mentre il profeta Maometto rappresenta il semplice strumento attraverso cui sarebbe stata espressa agli uomini la rivelazione del Corano. Secondo la leggenda, nel corso del periodo che va approssimativamente dal 610 al 632 (anno della morte del Profeta) il Corano sarebbe stato rivelato dapprima per suwar intere e brevi e quindi per brani, in considerazione della lunghezza talvolta notevole delle suwar. Il Profeta stesso provvedeva a indicare dove un certo brano dovesse essere disposto, con ciò costringendo a un notevole sforzo mnemonico i suoi sempre più numerosi fedeli che intendevano imparare a memoria la Parola di Dio.

#### Critiche al testo coranico durante la vita di Maometto

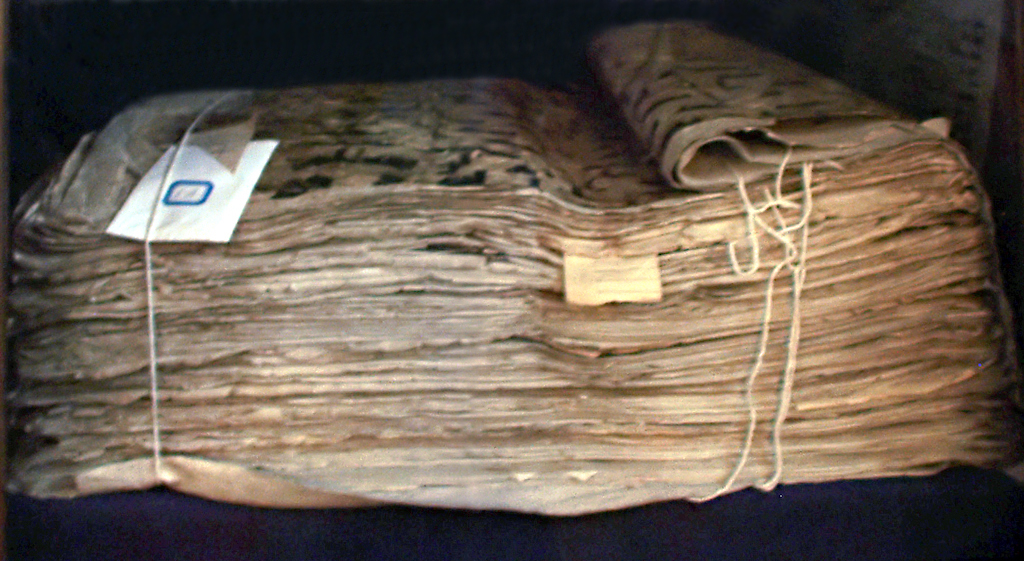
Fogli del Corano, cosiddetto "di ʿUthmān", conservato a Tashkent (Uzbekistan)

Numerosi sono gli episodi riguardanti la prima provvisoria sistemazione del materiale rivelato, con richieste frequenti di interpretazione di passaggi ritenuti oscuri dai fedeli e anche con qualche episodio che generò turbamento in alcuni musulmani, in particolare l'accusa di al-Ḥakam b. Abī l-ʿĀṣ che sarebbe stato condannato all'esilio da Medina per avere sospettato Maometto di sostituire il suo pensiero a quello di Allah nel rivelare il sacro testo, o al segretario - nel senso di "scrivano" (kātib) - ʿAbd Allāh b. Saʿd b. Abī Sarḥ, che trascrivendo una rivelazione, aggiunse di suo pugno una lode a Dio che Maometto considerò rivelata.
Il sospetto che Maometto fosse un impostore si affacciò evidentemente con forza alla mente dello scriba che, abiurando, fuggì alla volta della Siria, onde evitare la punizione capitale prevista per il grave peccato di apostasia (ridda). Questa ricostruzione, peraltro molto utilizzata dai missionari cristiani, è però messa in dubbio dagli esegeti musulmani, in quanto i versetti in questione sarebbero stati rivelati alla Mecca prima della conversione stessa di ʿAbd Allāh. Pentito, ʿAbd Allāh b. Saʿd b. Abī Sarḥ tornerà dal Profeta più tardi per essere perdonato e a lui sarà più tardi riservata all'epoca del califfato dell'omayyade Muʿāwiya b. Abī Sufyān una lusinghiera carriera militare e amministrativa.

#### La prima redazione del Corano - Il Corano durante il califfato di Abu Bakr
La descrizione della redazione del Corano che è ritenuta canonica dalla maggior parte dei musulmani si trova nella raccolta di ḥadīth del maggior tradizionista sunnita Bukhari. Secondo la sua raccolta di tradizioni, il Corano sarebbe stato recitato da Maometto a vari testimoni, che ne impararono a memoria alcuni versetti o tutto il corpus, oltre a vari compilatori – detti kuttāb – tra cui Muʿāwiya b. Abī Sufyān, ʿAbd Allāh b. Saʿd b. Abī Sarḥ e Zayd b. Thābit. Dai kuttāb venne quindi scritto su vari supporti (presumibilmente foglie della palma, scapole di grandi animali.
La precarietà da un lato del ductus consonantico (rasm) della lingua araba scritta e dall'altro del materiale stesso fino ad allora usato per vergare in modo approssimativo i brani della rivelazione coranica, nonché la morte nella battaglia di ʿAqrabāʾ (12 maggio 633/rabīʿ I 12) in Yamāma, nel quadro della guerra della cosiddetta "Ridda", di un numero particolarmente elevato di fedeli musulmani che avevano memorizzato per intero il testo sacro (qurrāʾ), indusse già il primo califfo Abū Bakr a incaricare della trasposizione per iscritto del Corano un gruppo di persone coordinato dal principale scrivano del Profeta, Zayd ibn Thābit.
Il lavoro di raccolta e collezione del materiale coranico conobbe evidentemente un rallentamento a causa della morte nel 634 di Abū Bakr e dell'avvio sotto il secondo califfo ʿUmar della convulsa fase delle conquiste arabo-islamiche in Siria-Palestina, Egitto, Mesopotamia e Iran occidentale.

#### Il Corano durante il califfato di ʿUthmān

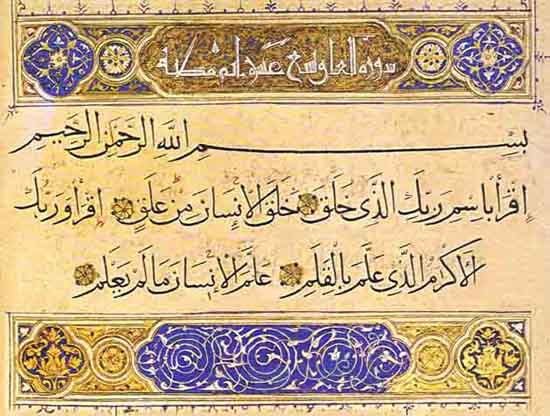
La prima rivelazione fatta a Maometto, detta "del grumo di sangue" (, successivamente ricordata con il numero 96)

Sempre secondo un hadith del Sahih al-Bukhari,il califfo ʿUthmān, allarmato dal fatto che esistevano diverse recitazioni, tutte legittime perché il Corano scese in 7 dialetti, del Corano in Siria e Mesopotamia e che ciò avrebbe potuto comportare divisioni fra i musulmani, affidò l'incarico a Zayd ibn Thābit e ad altri due suoi aiutanti di scrivere una versione uniforme per tutti i musulmani, basata sul Corano di Ḥafṣa, dando la precedenza al dialetto dei Quraysh in caso di disaccordo fra i trasmettitori della Rivelazione. Una sola eccezione fu fatta per Khuzayma ibn Thābit, la cui eccezionale memoria e affidabilità gli aveva procurato da parte di Maometto il soprannome onorifico di Dhū l-shahādatayn ("quello delle due testimonianze"), per il quale fu accettato il principio della validità della sua unica certificazione.
A redazione ultimata il califfo dette disposizione affinché quattro copie - identiche a quella conservata a Medina - fossero inviate nei quattro amṣār fino ad allora costituiti o esistenti (al-Kūfa, al-Baṣra, Mecca e Siria, chiamata quest'utima al-Shām) e che tutto il materiale coranico più antico, sia in frammenti sia in copie intere di corani, venisse dato alle fiamme.

#### La versione di Ibn Masʿūd
È noto che uno dei primi musulmani, Ibn Masʿūd, proprietario di una copia da lui stesso vergata e alquanto difforme da quella di ʿUthmān, si rifiutò di ubbidire e venne per questo maltrattato da parte delle guardie del califfo inviate a sequestrargliela e a distruggerla che, però, pare agissero più di loro iniziativa che per sua specifica autorizzazione.
Ibn Masʿūd viene definito da Leone Caetani un uomo "incomodo e irrequieto, forse assai vano", anche se la tradizione ne ricorda i meriti in quanto "possedeva... una vivace intelligenza e sovrattutto una buona memoria". Alcune fonti storiche - chiaramente collegate alla polemica che contrappose più tardi sciiti a sunniti per quanto riguardava il contenuto della vulgata coranica di ʿUthmān - esprimono dubbi sulla sua cultura e sul suo livello di istruzione, a dispetto del fatto che Ibn Masʿūd apparteneva a quei Compagni cui il Profeta aveva preannunciato il Paradiso già in vita. È noto infatti che a Medina egli propugnasse versioni del Corano piuttosto differenti da quelle conosciute. Nonostante si vantasse della sua posizione di domestico intimo del Profeta, accreditato com'era dell'essere stato la sesta persona ad avere abbracciato la religione islamica, non fu accolto nel novero dei Compagni – tutti decisamente più colti di lui – che si incaricarono poi di redigere il testo coranico e che furono oggetto di una sua vibrante protesta (khuṭba) nella moschea di Kufa, forte del fatto di avere ascoltato dalla bocca del Profeta più di settanta suwar coraniche. La polemica tra lui e il califfo, comunque, scandalizzò parecchi vecchi musulmani e concorse a rovinare in parte la reputazione e la popolarità di ʿUthmān.

#### Letture del Corano
Queste prime versioni del testo coranico sarebbero state composte nella cosiddetta "Scriptio defectiva", corrispondente al termine arabo rasm, vale a dire in un alfabeto che non comprendeva ancora tutti i segni necessari per una corretta pronuncia, in particolare delle vocali. Ciò avrebbe originato in seguito il problema delle diverse recitazioni (qiraʾāt), cioè di versioni a cui vennero aggiunti segni e fonemi per una corretta pronuncia, la cosiddetta "Scriptio plena".
Nello sforzo di fissare per iscritto senza alcun errore il testo delle rivelazioni, il ritmo delle frasi non poté verosimilmente essere tuttavia conservato al di là di ogni dubbio. Ciò era dovuto al fatto che la lingua araba non conosceva i segni di interpunzione e ogni proposizione acquistava una sua autonomia solo tramite le congiunzioni "wa" e "fa" (quest'ultima marcante il cambiamento di soggetto rispetto alla proposizione precedente). Per questo motivo gli incaricati di redigere il testo non imposero, per mancanza di unanimità di consensi, una versione prevalente.
Tale diversità di "letture" (qirāʾāt) è ancora una delle caratteristiche delle copie stampate del Corano.
Ibn Mujāhid ha documentato sette diverse letture, a cui Ibn al-Jazrī ne aggiunse altre tre. Esse sono:
1. Ibn ʿĀmir di Damasco, trasmessa da Hishām e Ibn Zakwān
2. Ibn Kathīr di Mecca, trasmessa da al-Bazzī e Qunbul
3. ʿĀṣim di Kufa, trasmessa da Shuʿba e Ḥafṣ
4. Abū Jaʿfar al-Makhzūmī di Medina, trasmessa da Ibn Wardān e Ibn Jammāz
5. Abū ʿAmr b. al-ʿAlāʾ di Bassora, trasmessa da al-Dūrī e al-Sūsī
6. Ḥamza di Kufa, trasmessa da Khalaf e Khallād
7. Nāfiʿ di Medina, trasmessa da Warsh e Qalūn
8. al-Kisāʾī di Kufa, trasmessa da Abū l-Ḥārith e al-Dūrī
9. Yaʿqūb al-Ḥaḍramī, trasmessa da Ruways e Rawḥ
10. Khalaf di Kufa, trasmessa da Isḥāq e Idrīs

Oltre a esse ne furono accolte ancora altre quattro:
1. al-Ḥasan al-Baṣrī di Bassora
2. Ibn Muḥaysin di Mecca
3. al-Aʿmāsh di Kufa
4. al-Yazīdī di Bassora/Baghdad

#### La forma moderna del Corano
La versione moderna più diffusa del testo coranico corrisponde alla cosiddetta forma di recitazione (Qirâʾa) Hafs, derivata dal nome di uno specialista della lettura coranica vissuto nel IX secolo a Kufa, nell'attuale Iraq, e deve la sua diffusione al fatto che venne adottato come versione stampata dal re Fuʾād I nel 1924, e da allora si è imposto come standard di fatto nel mondo musulmano. Altra versione popolare, diffusa soprattutto in Africa settentrionale e occidentale, è il cosiddetto Corano di Warsh. Le differenze fra le diverse letture (e conseguente vocalizzazione scritta) sono perlopiù di tipo morfologico e fonetico.

### Fonti antiche del testo coranico

#### L'evoluzione del testo
Sebbene sia ancora diffuso il presupposto teologico di assoluta immutabilità del testo, alcuni studiosi come John Wansbrough, Patricia Crone, Gerald Hawting o lo studioso che si cela dietro lo pseudonimo di Christoph Luxenberg, hanno fatto notare che il Corano sarebbe stato oggetto di una certa evoluzione: la versione attuale, a loro parere, appare come il frutto di numerose redazioni compiute fino a due secoli dopo la morte di Maometto, e gran parte del contenuto del libro sarebbe già esistito prima della sua nascita. Attiene al problema delle fonti il fatto che sia presente all'inizio della sūra XIX un accenno ai Vangeli apocrifi laddove si parla della nascita miracolosa di San Giovanni Battista (in lingua araba Yaḥyā), così come non mancherebbero altri brani di derivazione talmudica, antico-testamentaria, neo-testamentaria.

#### Il Corano di Sana'a
Nel 1972, durante i lavori di restauro della Grande Moschea di Ṣanʿāʾ, capitale dello Yemen, alcuni operai scoprirono per caso un'intercapedine tra il soffitto interno e quello esterno dell'edificio. Si trattava di una “tomba delle carte”, cioè una “sepoltura” di vecchi testi religiosi ormai in disuso e che per il loro carattere sacro non è permesso distruggere: una pratica in uso anche nel mondo ebraico, come dimostrato dai documenti della "Gheniza dei Palestinesi" di Fusṭāṭ studiati da Shlomo Dov Goitein. A Ṣanʿāʾ ci si imbatté in una quantità considerevole di antiche pergamene e documenti, più o meno rovinati dal tempo, umidità, topi e insetti.
Nel 1979, su richiesta del Qāḍī Ismāʿīl al-Akwāʾ, allora Presidente dell'Autorità per le Antichità Yemenite, uno studioso tedesco, Gerd-Rüdiger Puin, dell'Università della Saar, cominciò a lavorare sul materiale ritrovato. Scoprì che alcune pergamene, risalenti al 680 circa, risultavano essere frammenti del più antico Corano esistente. Da analisi più approfondite cominciarono a emergere alcuni elementi interessanti: oltre che scarti dalla versione standard del Corano ("In ogni pagina le differenze con la vulgata coranica sono una decina", sostiene Puin) e un ordine dei versetti non convenzionale, si può notare con chiarezza la presenza di nuove versioni, scritte sopra quelle precedenti. Tuttavia, con il tempo il clamore nei confronti dei manoscritti di Ṣanʿāʾ è rientrato: eccettuate alcune differenze minori, come un diverso ordine di alcune suwar (che nel Corano non sono disposte in ordine cronologico, ma grosso modo di lunghezza), variazioni minori del testo e abbellimenti stilistici, i manoscritti di Ṣanʿāʾ concordano sostanzialmente con il Corano giunto ai giorni nostri.

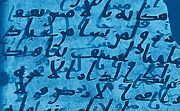
Corano alla luce ultravioletta, manoscritti di San'a, Utilizzando i raggi U.V. e X, è possibile rivelare i sottotesti e le modifiche apportate al testo che non possono essere viste a occhio nudo.

Il lavoro di restauro sui manoscritti ha portato alla sistemazione di oltre 15.000 fogli presso la Dār al-Makhṭūṭāt (Casa dei Manoscritti) dello Yemen: lo studioso, coadiuvato dal suo collega H.C. Graf von Bothmer, si limitò però a catalogare e classificare i frammenti, pubblicando solo qualche breve osservazione critico-contenutistica sul valore della scoperta, per timore che le autorità yemenite vietassero ogni ulteriore accesso. Ad altri studiosi, in effetti, non sono stati rilasciati i permessi necessari per visionare i manoscritti. Le affermazioni di Puin sono però state smentite dallo studioso italiano Sergio Noja Noseda e dallo studioso di antichità arabiche francese Christian Robin, che hanno affermato di aver avuto pieno accesso al sito, e di aver scattato numerose foto. Anche Ursula Dreibholz, responsabile del progetto di restauro, ha confermato il sostegno garantito delle autorità yemenite. Viene inoltre fatto notare che il sito venne visitato da non arabisti quali François Mitterrand, Gerhard Schröder, dal Principe Claus di Olanda e da delegazioni straniere e autorità religiose. Furono alcuni studiosi tedeschi a convincere poi il Presidente della Germania federale a finanziare il progetto di restauro.
Tale scoperta, se da un lato invalida il concetto di immutabilità del Corano, postulato dai musulmani dopo i contributi di Aḥmad b. Ḥanbal nel IX secolo d.C. e imposto come dogma solo dopo l'avvio del califfato abbaside di al-Mutawakkil (847-861), dall'altro lato ha contribuito però a mettere alquanto in crisi anche l'ipotesi avanzata alla fine degli anni settanta del XX secolo dallo studioso britannico John Wansbrough. Egli fu il capofila di una serie di studiosi per i quali il testo coranico e, di fatto, gli assetti giuridico-religiosi dell'Islam in genere, sarebbero stati concepiti e portati a realizzazione in una fase assai più avanzata rispetto al VII secolo del calendario gregoriano e, più esattamente, non prima del II secolo del calendario islamico, equivalente all'VIII/IX secolo della nostra era.
Altri studiosi fanno però notare che, stante la sostanziale aderenza dei manoscritti di Ṣanʿā al testo coranico, l'assunto riguardante l'immutabilità dello stesso non solo rimane valido, ma si rafforza, per via della consapevolezza che testi più antichi di quelli di ʿUthmān non evidenzino in realtà differenze sostanziali rispetto a quelli moderni.
L'ipotesi si basava sull'oggettiva tarda comparsa della produzione scritta, attestata solo a partire dal II secolo islamico, al quale risale il primo manoscritto pervenutoci in uno standard compiuto della lingua araba, fino a quel momento rimasta a uno stadio di rudimentalità, pur in presenza di una estrema raffinatezza della lingua parlata, specialmente poetica. Ciò era stato causato dal protratto permanere di irrisolte storture morfologiche della scrittura che, tra l'altro, non era stata a lungo in grado di distinguere fra loro interi gruppi di grafemi (omografia), fin quando infine si poté ovviare (probabilmente grazie al contributo di convertiti provenienti dalla cultura siriaca, ebraica e persiana mazdea), con il ricorso a una distinta puntuazione delle consonanti, tale da consentire infine una comprensione senza incertezze da parte del lettore.

### Traduzioni del Corano
Dal momento che i musulmani ritengono che qualsiasi traduzione dal testo arabo del Corano non possa evitare di introdurre - per inevitabile strutturale difformità dal testo di origine - elementi di ambiguità se non di vero e proprio travisamento semantico, essi sono di conseguenza tendenzialmente sfavorevoli a qualsiasi versione del loro testo sacro in una lingua diversa dall'arabo originale, per il fatto che queste traduzioni dipendono dalla conoscenza che ha l'autore della lingua araba, dalla loro interpretazione personale, ecc. per questo motivo non esiste una vera e propria traduzione del Corano, in qualsiasi lingua. L'accentuata esiguità di musulmani arabofoni (all'incirca il 10% dell'intera popolazione islamica mondiale) ha condotto alla realizzazione di traduzioni nelle più diverse lingue del mondo, anche di quello islamico: dal persiano al turco, dall'urdu all'indonesiano, dall'hindi al berbero.
La prima traduzione completa del Corano fu completata nell'884 ad Alwar (Sind, oggi Pakistan) per disposizione di ʿAbd Allāh b. ʿUmar b. ʿAbd al-ʿAzīz, su richiesta del Raja hindu Mehruk. Non si sa tuttavia se detta traduzione fosse in hindi, sanscrito o nel locale linguaggio del Sind, dal momento che l'opera non ci è pervenuta.

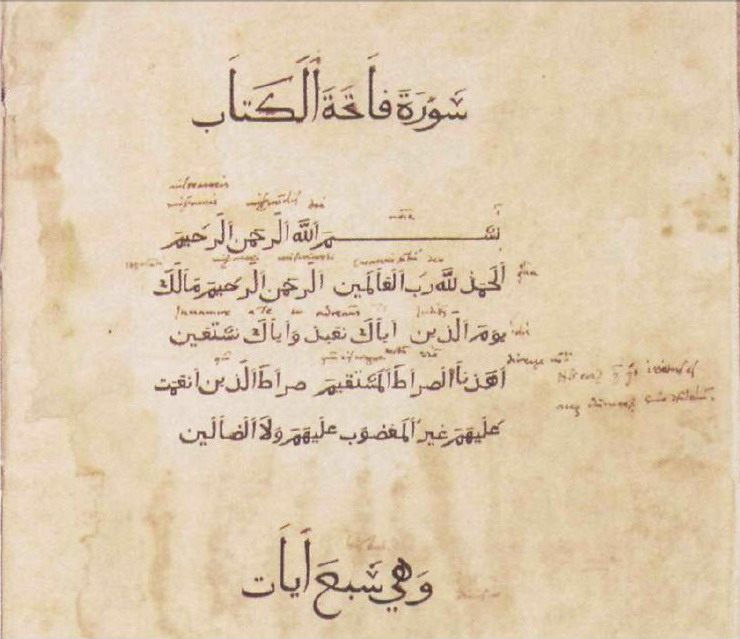
La sura Aprente nella prima edizione comparsa in Italia (a Venezia) nel 1537

Famosa è invece la traduzione in lingua latina commissionata da Pietro il Venerabile, abate di Cluny, a Roberto di Ketton (o Robertus Ratenensis) e a Ermanno Dalmata, cui partecipò anche l'ebreo convertito al Cristianesimo Petrus Alfonsi. Il lavoro fu completato nel 1143 ed ebbe duratura fortuna perché su di esso fu costruita la traduzione approntata da Bibliander e pubblicata a Basilea nel 1543.
Quattrocento anni dopo la traduzione cluniacense, giunse nel 1537-38 il lavoro stampato a Venezia (presso la stamperia Ad signum putei) da Paganino de Paganini da Brescia. Quest'ultima impresa traduttoria è di particolare interesse per le complesse vicende a essa connesse. Non sappiamo se essa fosse stata commissionata dagli Ottomani o se (ancora una volta) il Corano dovesse servire ai sacerdoti cristiani nella loro opera missionaria o comunque per la confutazione del libro sacro dell'Islam, ma si accertò che la traduzione latina era talmente zeppa di errori e di grossolani travisamenti, da essere probabilmente ritirata e fatta bruciare per disposizione dello stesso papa Paolo III. Più tardo, a lungo rimasto un classico, è il lavoro di Ludovico Marracci (Padova, 1691-1698), che dette alle stampe la sua traduzione a Padova in due tomi solo nel 1698, dopo quarant'anni di studio solerte e approfondito del Corano e di molte fonti arabe. La traduzione era corredata da un ampio apparato di commenti e note tratte da studiosi musulmani.
Nel 1694 fu pubblicata postuma ad Amburgo una traduzione di Abraham Hinckelmann che editava il testo del Corano. Nel 1834 Gustav Leberecht Flügel firmò a Lipsia il testo arabo Al-Qoran: Corani textus Arabicus. Riedito nel 1839, rimase per lunghi anni la base di lavoro degli orientalisti europei. A essa seguì la Concordantiae Corani arabicae del 1842 e ripubblicata nel 1898.
Nel 1924 l'Università al-Azhar del Cairo pubblicò un'edizione che, frutto di lunghi preparativi, standardizzò l'ortografia del Corano e restò la base per le edizioni successive.
Per quanto riguarda la lingua italiana il Corano fu per la prima volta proposto in italiano nel 1547 a Venezia dal fiorentino Andrea Arrivabene, anche se l'opera fu preceduta da quella allestita da un certo Marco, canonico della Cattedrale di Toledo, che la curò tra il 1210 e il 1213. Di essa rimane un lacerto, scoperto, studiato ed edito da Luciano Formisano, dell'Università di Bologna, che l'ha rinvenuto all'interno del fiorentino codice Riccardiano 1910: autografo di Pietro Vaglienti figlio di Giovanni (Firenze, 1438- post 15-7-1514).
Al XX secolo vanno invece riferite le versioni di studiosi di vaglia quali Luigi Bonelli, Martino Mario Moreno, Alessandro Bausani e, da ultimo, Ida Zilio Grandi, che si è avvalsa della competenza di Alberto Ventura (un allievo di Bausani) e di Mohammad Ali Amir-Moezzi. La traduzione di Bausani, considerato tra i massimi islamisti italiani del XX secolo, è tuttora quella più diffusa tra gli studiosi non musulmani, malgrado la prima edizione risalga al 1955, oltre mezzo secolo prima cioè di quella, senz'altro molto soddisfacente, curata da Alberto Ventura nel 2010. Se ne contano numerose altre, di diversa qualità scientifica, spesso tradotte da musulmani che sono stati mossi all'impresa dalla loro convinzione che le traduzioni scientifiche anzidette fossero comunque tendenzialmente fuorvianti, proprio perché curate da orientalisti non musulmani, senza peraltro poter sfuggire anch'essi alle critiche di fondo di chi sostiene l'inevitabilità dell'adagio "traduttore traditore".
In particolare la traduzione di Hamza Roberto Piccardo, editore italiano convertito all'Islam, è di gran lunga la più diffusa nelle moschee e nei centri islamici italiani, essendo promossa e revisionata dall'UCOII, ma molti musulmani, convertiti e esperti, dichiarano che questa edizione di Piccardo si allontana dai veri significati del Corano e non è molto consigliata.

## Temi

### Emigrazione
(Corano, VIII:72)
(Corano, VIII:74)
(Corano, VIII:75)

### Infedeli: pagani, cristiani ed ebrei
(Corano, I:6-7)
(Corano, II:62)
(Corano, II:135)
(Corano, III:59)
(Corano, III:85)
(Corano, IV:157-158)
(Corano, V:44)
(Corano, V:46-48)
(Corano, V:69)
(Corano, V:72)
Controversa è l'interpretazione di chi sarebbero gli "incorsi nell'ira di Dio" e gli "sviati", nel versetto 7 della prima sura, (al-Fātiḥa, "l'Aprente".) Piccardo, nel suo commento, sostiene come "tutta l'esegesi classica, ricollegandosi fedelmente alla tradizione, afferma che con questa espressione Allah indica gli ebrei (yahūd) ". Quindi gli ebrei sarebbero "coloro che sono incorsi nella Tua ira", non avendo riconosciuto come profeta ʿĪsā (Gesù); i cristiani sarebbero invece "gli sviati", in quanto trasgrediscono il Primo Pilastro dell'Islam (vedi: Cinque pilastri dell'Islam), quello dell'unicità di Allāh, poiché adorano la Trinità.
Studiosi non musulmani invece dissentono da un'interpretazione così "personalizzante" del versetto giacché, riferendosi esplicitamente a ebrei e cristiani, sminuirebbe il valore universale del Libro. Si preferisce quindi riferirsi a due possibili errori nel seguire la Via, concettualmente opposti: uno, quello riconducibile alla maggior parte degli ebrei, sarebbe quello di perdersi in un astratto ed eccessivo formalismo nell'ubbidire al Messaggio Divino, l'altro, quello riconducibile alla maggior parte dei cristiani, sarebbe quello al contrario di seguire troppo lo spirito della Legge e non il suo dettato formale (antinomismo) e di fatto perdere la Via.

In particolare Bausani, nel suo commento, sostiene che "tali interpretazioni, oltre a diminuire il valore universalistico della bella preghiera […] sono anche difficilmente accettabili sintatticamente, data la forma negativa nella quale le espressioni suddette appaiono nel testo". Da altre parti del Corano risulterebbe inoltre che ebrei e cristiani avrebbero corrotto (cioè modificato volontariamente) le Rivelazioni precedenti, nascondendo alcune parti, modificandone altre (per esempio, secondo il Corano, la frase evangelica "Verrà il Consolatore" nel Vangelo di Giovanni profetizzerebbe la venuta di Maometto). Non esistono versetti che esortino a uccidere o a convertire con la forza i politeisti (mushrikūn), un cui sinonimo nel Corano è "idolatri". Per tutti costoro si reitera più volte la minaccia di tremendi castighi, riservati però loro da Allah solo nell'Aldilà. Le uniche esortazioni a combattere gli "associatori", i "negatori" e i politeisti e a ucciderli, come si può esemplarmente leggere nei versetti 190 e 191 della Sūra II, 
(Corano, II:190-191)
 si trovano di fatto solo nei consimili passaggi riguardanti il "jihād minore", che storicamente il testo sacro sembra riferire alle azioni ostili che, fin dall'inizio della vita della Comunità organizzata da Maometto a Medina, contrapposero i nemici pagani della Umma islamica ai musulmani. Fra i miscredenti non sono in ogni caso da annoverare gli appartenenti alla "Gente del libro" (Ahl al-Kitab), ovvero i cristiani, gli ebrei e i sabei, che sono considerati custodi di una tradizione divina precedente al Corano che, per quanto alterata da tempo e uomini, è ritenuta comunque basilarmente valida, anche se per difetto.
Ponendosi come Terza Rivelazione dopo la Torah e i Vangeli (Injīl), ovvero come completamento del Messaggio trasmesso a ebrei e cristiani, il Corano contiene diversi riferimenti ai personaggi della Bibbia e a tradizioni ebraiche e cristiane. Sulla figura di Gesù in particolare il Corano ricorda dottrine gnostiche e docetiste, sostenendo che sulla croce egli sarebbe stato sostituito con un sosia o con un simulacro, solo apparentemente dotato di vita.

### Soccorso ai disperati
Il tuo Signore ti darà in abbondanza e ne sarai soddisfatto.
Non ti ha trovato orfano e ti ha dato rifugio?
Non ti ha trovato smarrito e ti ha dato la guida?
Non ti ha trovato povero e ti ha arricchito?
Dunque non opprimere l’orfano,
non respingere il mendicante,
e proclama la grazia del tuo Signore»
(Corano, XCIII)